# Six Flags Fiesta Texas

Six Flags Fiesta Texas är en nöjespark i San Antonio, Texas, USA.

## Åkattraktioner

### Berg- och dalbanor
- Superman Krypton Coaster - 2000
- Tony Hawk's Big Spin - 2007